# Schoenoxiphium lanceum
Schoenoxiphium lanceum là loài thực vật có hoa trong họ Cói. Loài này được (Thunb.) Kük. miêu tả khoa học đầu tiên năm 1909.